# Andrée Méry
Pour les articles homonymes, voir Méry.
Andrée Méry est une actrice de théâtre et de cinéma, traductrice, adaptatrice et dramaturge, née Blanche Andrée Mériaux le 28 décembre 1876 dans le 10e arrondissement de Paris et morte le 28 mars 1968 à Neuilly-sur-Seine.

## Théâtre

### Comme actrice
- 1894 : La Question d'Argent d'Alexandre Dumas au Théâtre du Gymnase[2].
- 1895 : Monsieur Grand'roy, pièce en 3 actes de A. Bollas et L.Cortambert au Théâtre des Lettres.
- 1896 : Les Fourberies de Scapin au Trocadero.
- 1899 : Le Roi des mendiants, pièce en cinq actes, de Jules Dornay et A. Matthey au théâtre de l'Ambigu-Comique[3].
- 1901 : L'Assomption de Hannelé Mattern au Théâtre Antoine
- 1904 : Frère Jacques, pièce en 4 actes, de Henri Bernstein et Pierre Veber au Théâtre du Vaudeville[4].
- 1907 : Tartuffe mise en scène d'Antoine à l'Odéon[5].
- 1908 : Le Poussin comédie en 3 actes d' Edmond Guiraud à l'Odéon[6].
- 1908 : La Dette, pièce en 3 actes, de Gabriel Trarieux au Théâtre Antoine[7].
- 1910 : Les Yeux qui changent, pièce en quatre actes, de Victor Cyril et Maurice Froyez au Théâtre des Arts[8].
- 1913 : L'État second, pièce en 3 actes de François de Nion, Les Escholiers, 26 avril 1913.
- 1920 : L'Aiglon d’Edmond Rostand au Théâtre Sarah-Bernhardt.
- 1926 : Le Lac Salé, comédie dramatique en quatre actes, de Pierre Scize, d'après le roman de Pierre Benoit au Théâtre des Arts.
- 1940 : Le Loup-garou de Roger Vitrac au Théâtre des Noctambules.

### Comme adaptatrice
- 1927 : Fanny et ses gens de Pierre Scize et Andrée Méry, d'après Jerome K. Jerome, mise en scène Edmond Roze, Théâtre Daunou.

### Comme auteure
- 1932 : Cinq à sept, pièce en trois actes d'Andrée Méry au Théâtre de la Potinière.
- 1934 : Les jeux sont faits !, comédie en 3 actes, création au Théâtre de la Potinière, 14 juin 1934.

## Filmographie partielle
- 1910 : Par un jour de carnaval
- 1910 : La Vengeance de la morte (ou Le Portrait) d'Albert Capellani -
- 1932 : Nicole et sa vertu
- 1939 : La Charrette fantôme